# 하비브 하비부
무하마두 하비브 하비부(프랑스어: Mouhamadou Habib Habibou, 1987년 4월 16일 ~ )는 중앙아프리카 공화국의 전 축구 선수로, 포지션은 스트라이커이다.

## 구단 경력

### 초기 경력
하비부는 리그 1 클럽 파리 생제르맹에서 유소년 팀으로 경력을 쌓기 시작했다. 1군 진출에 실패한 그는 벨기에 클럽 샤를루아로 이적했다. 샤를루아에서 활약하던 중 2007년 투비즈-브라이네에 임대되어 13경기에 출전해 10골을 넣었고, 2008년 루마니아 클럽 FCSB로 임대 이적했다.

### 쥘터 바레험
2010년 하비부는 샤를루아 출신의 동료 벨기에 클럽 쥘터 바레험에 합류했다. 그는 팀 번호 7번 셔츠를 받았다. 2011년 하비부는 잉글랜드 클럽 브라이턴 & 호브 앨비언에 입단하여 시범 경기를 치렀고, 2011년 12월에는 웨스트햄 유나이티드에서 시범 경기를 치렀지만, 쥘터 바레험에 머물렀다.
2012-13년 시즌 전반기에 13경기에서 6골을 넣은 하비부는 프리미어리그 팀 퀸스 파크 레인저스에 관심을 갖고 시범적으로 합류하여 리즈 유나이티드에서 훈련을 받기도 했다. QPR이 프랑스 국가대표 공격수 로이크 레미와 계약한 후 하비부의 이적이 임박하면서 그는 뒷전으로 밀려났다. 리즈의 공격수 루시아노 베치오가 이적 요청을 하면서 하비부는 1월에 베키오를 대신할 선수로 선발되었다.

### 리즈 유나이티드
2013년 1월 31일, 이적 마감일인 1월 31일, 하비부는 리즈 유나이티드로 6개월 임대 이적을 완료하고 영구 이적 옵션을 부여했다. 하비부는 2월 2일, 카디프 시티와의 경기에서 후반 교체 투입되어 데뷔 전을 치렀다. 하비부의 유일한 선발 출전은 허더즈필드 타운과의 리즈 요크셔 더비에서였다.
5월 3일, 리즈는 하비부의 대출 계약을 영구화하지 않겠다고 발표했다.

## 국가대표팀 경력
하비부는 2012년 10월 14일, 부르키나파소와의 2013년 아프리카 네이션스컵 예선 전에 중앙아프리카 공화국 국가대표팀에 소집되었다. 하비부는 2016년 9월 4일, 콩고 민주 공화국과의 아프리카 네이션스컵 예선 전에서 4-1로 패하며 데뷔 전을 치렀다.